# Bieruń
Bieruń é um município da Polônia, na voivodia da Silésia e no condado de Bieruń-Lędziny. Estende-se por uma área de 40,49 km², com 19 575 habitantes, segundo os censos de 2016, com uma densidade de 483,5 hab/km².